# Venus and Adonis
Venus and Adonis (en anglès, Venus i Adonis) és una òpera en tres actes i un pròleg composta per John Blow al voltant de 1683.
Va ser escrita per a la cort del rei Carles II a Londres o a Windsor. De vegades considerada com a semiòpera o mascarada, The New Grove la cataloga com l'òpera en anglès més antiga que ha sobreviscut. L'autor del llibret va ser suposadament Aphra Behn, a causa de la naturalesa feminista del text, i que més tard va treballar amb Blow en l'òpera The Lucky Chance. No obstant això, segons el musicòleg Bruce Wood, en una crítica de l'obra de l'any 2008 de laPurcell Society, el llibretista "hauria estat identificat per James Winn com a Anne Kingsmill, que posteriorment es va casar com a Anne Finch". La història es basa en el mite clàssic de Venus i Adonis, que va ser també la base del poema de Shakespeare poema Venus i Adonis, així com el poema del mateix nom de Les Metamorfosis d'Ovidi.